# Plegafulles de capell bru
El plegafulles de capell bru (Automolus rufipileatus) és una espècie d'ocell de la família dels furnàrids (Furnariidae).

## Hàbitat i distribució
Sotabosc de la vegetació de ribera i boscos de bambú, a les terres baixes, per l'est dels Andes, des de l'est de Colòmbia, sud-oest, sud de Veneçuela, sud de Guyana i centre de Surinam, cap al sud, a través de l'est d'Equador i est de Perú fins al nord de Bolívia i Brasil amazònic.